# Fast Forward (Album)
Fast Forward ist ein Album des britischen Musikers Joe Jackson, das am 2. Oktober 2015 veröffentlicht wurde. Es ist sein dreizehntes Studio-Projekt, abgesehen von seinen klassischen Veröffentlichungen und Filmarbeiten.

## Konzept
Das Album wurde aus Plänen für vier EPs mit vier Titeln entwickelt, die sich auf eine bestimmte Stadt beziehen. Schließlich wurden die EPs kombiniert und zu einem Studioalbum arrangiert; die vier Städte sind New York, Berlin, Amsterdam und New Orleans, wobei alle Titel in dieser Stadt arrangiert und aufgenommen wurde. Jackson arbeitete an jedem Ort mit anderen Musikern. Es gibt zwei Coverversionen, See No Evil von Tom Verlaine und der deutsche 1930er-Jahre Kabarett-Song Good Bye Johnny von Peter Kreuder. Am 14. Juli 2015 veröffentlichte Jackson den Song A Little Smile als Album-Teaser über den YouTube-Kanal von Caroline Records. Am 13. August wurde die erste Single des Albums, der Titel Fast Forward, auf SoundCloud hochgeladen.

## Titelliste
New York
1. Fast Forward, 6:02
2. If It Wasn't For You, 3:39
3. See No Evil, 4:08 (Tom Verlaine)
4. Kings of the City, 5:22

Amsterdam
1. A Little Smile, 4:00
2. Far Away, 4:02
3. So You Say, 2:52
4. Poor Thing, 3:32

Berlin
1. Junkie Diva, 5:38
2. If I Could See Your Face, 4:19
3. The Blue Time, 5:31
4. Good Bye Jonny, 5:41 (Peter Kreuder, arrangement by Hans Fritz Beckmann and Joe Jackson)

New Orleans
1. Neon Rain, 3:35
2. Satellite, 4:24
3. Keep On Dreaming, 4:17
4. Ode to Joy, 4:16